# 21563 Chetgervais
21563 Chetgervais è un asteroide della fascia principale. Scoperto nel 1998, presenta un'orbita caratterizzata da un semiasse maggiore pari a 2,7844744 UA e da un'eccentricità di 0,1580729, inclinata di 7,79108° rispetto all'eclittica.